# Zahirni, Jovkva
Zahirni (în ucraineană Загірні) este un sat în comuna Lîpnîk din raionul Jovkva, regiunea Liov, Ucraina.

## Demografie
Componența lingvistică a localității Zahirni
     Ucraineană (100%)
Conform recensământului din 2001, toată populația localității Zahirni era vorbitoare de ucraineană (100%).